# Škoda 24Tr Irisbus
Škoda 24Tr Irisbus – trolejbus produkowany w latach 2003–2014 przez zakłady Škoda Electric w Pilźnie.

## Konstrukcja
Pojazd w pierwszej serii produkowanej do 2005 roku składał się z nadwozia i podłogi z autobusu Irisbus Agora 12M, a na miejscu wyposażany był dodatkowo w asynchroniczny silnik trakcyjny Škoda oraz oprzyrządowanie takie jak elektroniczny system diagnostyczny czy urządzenia umożliwiające odzyskiwanie energii przy hamowaniu. Od 2005 roku model bazuje na Irisbusie Citelis 12 (dane w tabeli), w 2006 roku został zaprezentowany prototyp o nazwie 24TrBR różniący się wyposażeniem elektrycznym.
Producent przewiduje montaż dodatkowego silnika Diesla lub baterii akumulatorowych w razie gdyby trolejbus kursował na trasach pozbawionych sieci trakcyjnych.

## Dostawy
Produkcja trolejbusu 24Tr przebiegała w latach 2003–2014.
| Państwo        | Miasto            | Nadwozie       | Lata dostaw    | Liczba | Numery taborowe              | Uwagi                                                 | Zdroj  |
| -------------- | ----------------- | -------------- | -------------- | ------ | ---------------------------- | ----------------------------------------------------- | ------ |
| Czechy         | Igława            | Citybus        | 2005           | 1      | 62                           |                                                       | [ 1 ]  |
| Czechy         | Igława            | Citelis 1A     | 2006–2007      | 5      | 63–67                        |                                                       | [ 1 ]  |
| Czechy         | Mariańskie Łaźnie | Citybus        | 2004–2005      | 2      | 51, 52                       | 51 – prototyp, 52 – pierwotnie przeznaczony dla Zlina | [ 2 ]  |
| Czechy         | Mariańskie Łaźnie | Citelis 1A     | 2006           | 5      | 53–57                        | 53, 55, 56 – z agregatem                              | [ 2 ]  |
| Czechy         | Pardubice         | Citelis 1A     | 2006–2007      | 6      | 317–322                      |                                                       | [ 3 ]  |
| Czechy         | Pilzno            | Citybus        | 2004–2005      | 7      | 497–503                      | 497, 498, 502, 503 – z agregatem                      | [ 4 ]  |
| Czechy         | Pilzno            | Citelis 1A     | 2006–2007      | 7      | 504–506, 508–510, 512        | wszystkie z agregatem                                 | [ 4 ]  |
| Czechy         | Pilzno            | Citelis 1B     | 2006–2009      | 9      | 507, 511, 513–519            | 507, 511 – z agregatem                                | [ 4 ]  |
| Czechy         | Cieplice          | Citelis 1A     | 2006–2007      | 4      | 165–168                      |                                                       | [ 5 ]  |
| Czechy         | Cieplice          | Citelis 1B     | 2008           | 3      | 169–171                      |                                                       | [ 5 ]  |
| Czechy         | Zlín – Otrokovice | Citybus        | 2004–2005      | 12     | 201–212                      | wszystkie z agregatem                                 | [ 6 ]  |
| Czechy         | Zlín – Otrokovice | Citelis 1A     | 2006           | 2      | 213, 214                     | wszystkie z agregatem                                 | [ 6 ]  |
| Czechy         | Zlín – Otrokovice | Citelis 1B     | 2013–2014      | 6      | 215–220                      | wszystkie z agregatem                                 | [ 6 ]  |
| Łotwa          | Ryga              | Citelis 1B     | 2007–2009      | 150    | 1-8001–2-8598, 2-9004–1-9890 | 2-9004–1-9890 – z agregatem                           | [ 7 ]  |
| Rumunia        | Timișoara         | Citelis 1B     | 2008           | 50     | 3001–3050                    |                                                       | [ 8 ]  |
| Słowacja       | Preszów           | Citelis 1A     | 2006–2007      | 5      | 701–703, 705, 706            |                                                       | [ 9 ]  |
| Słowacja       | Preszów           | Citelis 1B     | 2008           | 2      | 711, 712                     |                                                       | [ 9 ]  |
| Uzbekistan     | Urgencz           | Citelis 1B     | 2013           | 9      | 010–018                      |                                                       | [ 10 ] |
| Łączna liczba: | Łączna liczba:    | Łączna liczba: | Łączna liczba: | 285    |                              |                                                       |        |